# Kaap Tsjaplino
Kaap Tsjaplino (Russisch: Мыс Чаплина), in de tsaristische periode 'Indians Point' genoemd door Amerikaanse walvisvaarders, is een kaap aan zuidoostzijde van het Tsjoektsjenschiereiland, die de Beringzee insteekt. De kaap vormt onderdeel van de Russische autonome okroeg Tsjoekotka.
De kaap bevindt zich aan het einde van twee naar elkaar toelopende nauwe schoorwallen, die het Najvakmeer omsluiten.
Vroeger lag op de kaap de Joepiknederzetting Oeng’azik (op USCGS-kaarten aangeduid als Unisak) of Tsjaplino, de naamgever van het Tsjaplino-dialect van de taal Siberisch Joepik. In 1958 werden de inwoners verplaatst naar Novoje Tsjaplino. Er bevinden zich nu alleen een grenspost en een vuurtoren.
Nabij de kaap bevinden zich de resten van de Mesolithische nederzetting Najvan (van ca. 5500 v.Chr. tot ca. 4000 v.Chr.), waarnaar sinds de jaren 1990 onderzoek wordt verricht.